# Saulo Torón Navarro
Saulo Torón Navarro (Telde, 28 de junio de 1885 - Las Palmas de Gran Canaria, 23 de enero de 1974), poeta grancanario, que junto a Tomás Morales y Alonso Quesada, fue una de las máximas figuras del modernismo poético grancanario. Pertenece a la llamada Escuela Lírica de Telde, junto a otras figuras como Fernando González, Montiano Placeres, Luis Báez, Patricio Pérez e Hilda Zudán, entre otros. Su poesía intimista se caracteriza por el tono sencillo y la escasez de artificios.

## Biografía
Nació en España, en la isla de Gran Canaria en Telde, el 24 de junio de 1885. A los 2 años pierde a su madre, a un hermano y a dos hermanas. Se trasladó a la capital de Gran Canaria, Las Palmas de Gran Canaria, con su padre, y estudia con él y, después del fallecimiento de éste, con su hermano mayor Julián. Su primer empleo fue en una tienda de tejidos. A los 15 años es empleado de Farmacia, para luego pasar a la compañía carbonera de Gran Canaria (Gran Canaria Coaling, una empresa canaria de capital británico) con destino en la caseta del Puerto de la Luz y de Las Palmas donde lo visitaban sus amigos poetas. En 1930 es trasladado a las oficinas de Miller, donde trabajaría hasta su jubilación en el año 1959. 
En 1936 contrae matrimonio con Isabel Macario, maestra de canto. El estallido de la guerra civil española hace que se aparte voluntariamente de la actividad pública literaria, hasta casi al final de su vida, cuando los poetas de las generaciones siguientes lo animan a volver a dar algún poema a la imprenta.
Falleció en Las Palmas de Gran Canaria el 23 de enero de 1974, a los 88 años.

## Estilo
Está más cerca del intimismo y del estilo de Antonio Machado. Abunda un disimulado pesimismo, una vaga melancolía, y la monotonía de lo cotidiano. Su poesía está muy lejos de ser grandilocuente. Lo llamaban el de los versos humildes. Es una poesía que mira hacia dentro y que da gran importancia a su mundo interior.
Logra sintetizar los momentos del día en el mar, con la intriga amorosa, esto es, el amanecer o la espera de la amada, el mediodía o el encuentro de los amantes, el ocaso o la traición y la huida, y la noche o el tormento de los recuerdos y el final de la gran mentira.
Sin duda, el aspecto más interesante de Saulo Torón es el mar. En El Caracol Encantado el mar es la tragedia del amor, la preocupación del poeta es todo para él, y con él se identifica.

## Obras
Todo su legado, biblioteca personal, manuscritos y fotografías se encuentra en la Biblioteca de la Universidad de Las Palmas de Gran Canaria. La producción lírica de Saulo Torón está contenida en los siguientes libros:
- Las Monedas de Cobre (1919)
- El Caracol encantado (1926)
- Canciones de la orilla (1932)
- Frente al muro: resurrección y otros poemas (1963)
- Poesías satíricas (1975)